# Aniołówka
Aniołówka – rzeka na terenie Łodzi, będąca lewym dopływem Sokołówki. Jej obszary źródłowe znajdowały się kiedyś w rejonie wsi Teofilów, na północ od ulicy Aleksandrowskiej.
Współcześnie Aniołówka rozpoczyna się wylotami istniejących kanałów deszczowych po zachodniej stronie ulicy Szczecińskiej, które obsługują dzielnicę przemysłową Teofilów poniżej ulicy Konopnej. Po przepłynięciu około 2 km w kierunku północno-zachodnim Aniołówka przyjmuje z lewej strony dopływ, rzekę Zimna Woda i gwałtownie skręca na północ. Ze względu na fakt, iż rzeka Zimna Woda jest większa od Aniołówki, niektórzy znawcy łódzkich rzek sugerują, że to Aniołówka wpada do Zimnej Wody. Po przepłynięciu kolejnego kilometra rzeka wpada do Sokołówki poniżej ulicy Sokołowskiej, obok dawnej wsi Huta Aniołów, od której wzięła swoją nazwę.
Obecnie jest to sztucznie ukształtowany w terenie rów trapezowy, długości 3 km, biegnący po śladzie koryta naturalnego.